# 谷口商事
谷口商事株式会社（たにぐちしょうじかぶしきがいしゃ）は、大阪府羽曳野市はびきの5丁目22番5号に本社を置く総合運送会社である。

## 主力製品・事業
- 国内物流
- 引っ越しサービス
- 大型移転業務（事務所移転、店舗移転等）

## 一般貨物自動車運送業業者として、各種輸送サービスを全国に展開している。
保有車両は多種に渡りウィングトレーラー、平トレーラーから2㌧車まで様々な車両を保持し、多種多様な運送を行っている。

★★リサイクル事業★★
■機密文書出張裁断サービス
リサイクル事業として機密文書の出張細断サービスを展開しており、大型シュレッダーを搭載した出張細断車「エコポリスバン」を保有している。国内最大の文書細断サービスネットワークである一般社団法人全日本機密文書裁断協会に加盟している。

■木材リサイクル
使用済み木質パレット等を回収し破砕して、バイオマス発電燃料、製紙原料、堆肥原料にリサイクルを行っている。
回収・運搬・販売が可能。

■ペットボトルリサイクル
使用済みペットボトルを回収し分別・破砕を行ったものをリサイクルフレークや再生ペットボトルとして販売を行っている。

## 沿革
- 1984年（昭和59年）2月 - LPガス配送業として創業[1]。
- 1999年（平成11年）9月 - 株式会社谷口商事を設立[1]。
- 2009年（平成21年）6月 - 谷口商事株式会社に商号変更[1]。

## 事業所
- 神戸営業所